# Regional Preferente de La Rioja 2024-25
La temporada 2024-25 de Regional Preferente de La Rioja de fútbol comenzó el 21 de septiembre de 2024. Durante esta campaña fue el sexto y último nivel de las Ligas de fútbol de España para los clubes de La Rioja, por debajo de la Tercera Federación.

## Sistema de competición
En esta temporada, siempre que hubiera más de 22 clubes inscritos en categoría regional, se crearía una nueva categoría por debajo de la Regional Preferente, la Primera Regional. No obstante, al final fueron 18 los clubes inscritos, por lo que todos quedaron encuadrados en la Regional Preferente.
Más tarde se repescó al Comillas C. F. para la Tercera Federación, pese a su descenso deportivo, debido a la no inscripción del Racing Rioja C. F. en dicha categoría, por lo que finalmente fueron 17 los equipos que disputaron la Regional riojana.
Tal y como se aprobó en la Asamblea General Ordinaria de la FRF del 18 de junio de 2024, la competición se desarrollará en un grupo, a doble vuelta (formato determinado al inscribirse 18 o menos equipos), siendo la primera jornada de liga el 21/22 de septiembre.
Ascienden a Tercera Federación tres equipos y obtiene el derecho a disputar la eliminatoria previa de la Copa del Rey el equipo mejor clasificado que no haya obtenido el ascenso y que no sea dependiente ni filial.

## Relevos
Los equipos ascendidos a Tercera Federación causan baja esta temporada en Regional Preferente, y son sustituidos por aquellos equipos que descencieron desde la Tercera Federación.
| Pos. | Ascendidos a 3.ª Federación |
| ---- | --------------------------- |
| 1.º  | Yagüe C. F.                 |
| 2.º  | C. D. Agoncillo             |
| 3.º  | C. D. Autol                 |

| Pos. | Descendidos de 3.ª Federación |
| ---- | ----------------------------- |
| 18.º | C. C. D. Alberite             |

| Nuevos inscritos   |
| ------------------ |
| S. D. Logroñés "B" |

| Pos. | No inscritos         |
| ---- | -------------------- |
| 3.º  | C. D. Berceo "B"     |
| 3.º  | C. A. River Ebro "B" |
| 5.º  | C. D. Tedeón "B"     |

## Participantes

### Información sobre los equipos participantes
| Equipo                         | Localidad           | Fundación | Estadio              |
| ------------------------------ | ------------------- | --------- | -------------------- |
| C. C. D. Alberite              | Alberite            | 1967      | Marino Sáenz Andollo |
| C. D. Aldeano                  | Aldeanueva de Ebro  | 2006      | San Bartolomé        |
| C. D. Alfaro "B"               | Alfaro              | 2015      | La Molineta          |
| C. D. Bañuelos                 | Baños de Río Tobía  | 1982      | El Poste             |
| Real Bethlehem C. F.           | Logroño             | 2020      | El Salvador          |
| C. P. Calasancio               | Logroño             | 1977      | La Estrella          |
| C. D. Cenicero                 | Cenicero            | 1984      | Las Viñas            |
| C. D. Internacional de Logroño | Logroño             | 2020      | El Salvador          |
| Náxara C. D. "B"               | Nájera              | 2021      | La Salera            |
| S. D. Logroñés "B"             | Logroño             | 2024      | El Salvador          |
| C. D. Pradejón                 | Pradejón            | 1966      | Municipal Pradejón   |
| C. D. Promesas EDF             | Logroño             | 2008      | Prado Viejo          |
| C. F. Rápid                    | Murillo de Río Leza | 1967      | El Rozo              |
| C. D. San Marcial              | Lardero             | 1975      | Ángel de Vicente     |
| C. D. Sporting Cascajos        | Logroño             | 2014      | El Salvador          |
| C. D. Varea "B"                | Varea               | 2022      | Ángel Aguado         |
| C. D. Villegas                 | Logroño             | 1974      | La Ribera            |

## Clasificación
| Pos. | Equipo                         | Pts. | PJ | G  | E | P  | GF  | GC  | Dif. |                                              |
| ---- | ------------------------------ | ---- | -- | -- | - | -- | --- | --- | ---- | -------------------------------------------- |
| 1    | C. D. Pradejón (C, A)          | 82   | 32 | 26 | 4 | 2  | 114 | 31  | +83  | Ascenso a Tercera Federación                 |
| 2    | C. D. San Marcial (A)          | 69   | 32 | 21 | 6 | 5  | 80  | 30  | +50  | Ascenso a Tercera Federación                 |
| 3    | C. D. Villegas (A)             | 67   | 32 | 20 | 7 | 5  | 89  | 30  | +59  | Ascenso a Tercera Federación                 |
| 4    | S. D. Logroñés "B"             | 64   | 32 | 19 | 7 | 6  | 80  | 44  | +36  | El club no compite en la siguiente temporada |
| 5    | C. C. D. Alberite              | 57   | 32 | 16 | 9 | 7  | 72  | 39  | +33  | Clasificación a Copa del Rey                 |
| 6    | C. F. Rápid                    | 55   | 32 | 16 | 7 | 9  | 62  | 36  | +26  |                                              |
| 7    | C. P. Calasancio               | 53   | 32 | 15 | 8 | 9  | 53  | 38  | +15  |                                              |
| 8    | C. D. Cenicero                 | 50   | 32 | 15 | 5 | 12 | 67  | 49  | +18  |                                              |
| 9    | C. D. Alfaro "B"               | 47   | 32 | 14 | 5 | 13 | 59  | 62  | −3   | El club no compite en la siguiente temporada |
| 10   | C. D. Varea "B"                | 46   | 32 | 13 | 7 | 12 | 65  | 45  | +20  |                                              |
| 11   | C. D. Aldeano                  | 46   | 32 | 14 | 4 | 14 | 76  | 60  | +16  |                                              |
| 12   | Náxara C. D. "B"               | 39   | 32 | 11 | 6 | 15 | 50  | 55  | −5   |                                              |
| 13   | C. D. Promesas E. D. F.        | 37   | 32 | 10 | 7 | 15 | 53  | 58  | −5   |                                              |
| 14   | C. D. Sporting Cascajos        | 35   | 32 | 10 | 5 | 17 | 62  | 74  | −12  |                                              |
| 15   | Real Bethlehem C. F.           | 12   | 32 | 4  | 0 | 28 | 29  | 109 | −80  | El club no compite en la siguiente temporada |
| 16   | C. D. Bañuelos                 | 12   | 32 | 3  | 3 | 26 | 37  | 99  | −62  |                                              |
| 17   | C. D. Internacional de Logroño | 0    | 32 | 0  | 0 | 32 | 9   | 198 | −189 | Retirado de la competición                   |

 Fuente: Federación Riojana de Fútbol
Notas:
1. ↑  El C. D. Internacional de Logroño se retiró de la competición en la jornada 29. A partir de ese momento se le dieron todos los partidos por perdidos por 6-0.

### Tabla de resultados cruzados
| Local \ Visitante              | ALB | ALD  | ALF | BAN  | CAL | CEN | INT | NAX | PRA  | PRO | RAP | RBE | SAN | LOG | SPO | VAR | VIL  |
| ------------------------------ | --- | ---- | --- | ---- | --- | --- | --- | --- | ---- | --- | --- | --- | --- | --- | --- | --- | ---- |
| C. C. D. Alberite              | —   | 2–0  | 2–0 | 1–1  | 1–1 | 3–1 | 9–1 | 4–1 | 0–1  | 2–1 | 0–2 | 2–0 | 1–1 | 1–0 | 3–3 | 2–0 | 2–3  |
| C. D. Aldeano                  | 1–2 | —    | 4–1 | 2–0  | 2–0 | 3–0 | 6–0 | 3–0 | 2–2  | 1–5 | 0–2 | 6–1 | 2–5 | 2–1 | 0–2 | 1–3 | 1–1  |
| C. D. Alfaro "B"               | 2–2 | 2–1  | —   | 3–1  | 2–2 | 0–0 | 8–0 | 2–1 | 2–2  | 4–3 | 1–1 | 3–2 | 0–1 | 3–1 | 1–0 | 1–4 | 2–1  |
| C. D. Bañuelos                 | 0–4 | 0–2  | 1–3 | —    | 1–2 | 1–2 | 2–0 | 0–1 | 2–5  | 1–3 | 1–5 | 1–3 | 1–3 | 2–4 | 3–3 | 1–4 | 2–2  |
| C. P. Calasancio               | 1–0 | 1–1  | 1–0 | 6–0  | —   | 1–0 | 4–1 | 0–0 | 2–5  | 1–2 | 0–2 | 2–1 | 0–1 | 3–2 | 2–1 | 1–0 | 0–1  |
| C. D. Cenicero                 | 2–1 | 3–1  | 2–0 | 3–2  | 1–4 | —   | 9–0 | 5–0 | 0–2  | 2–0 | 2–0 | 1–0 | 1–0 | 4–3 | 1–3 | 4–2 | 2–3  |
| C. D. Internacional de Logroño | 0–7 | 1–10 | 1–5 | 1–10 | 0–6 | 0–6 | —   | 0–4 | 1–14 | 0–3 | 0–4 | 0–4 | 0–2 | 0–5 | 0–5 | 0–6 | 0–11 |
| Náxara C. D. "B"               | 1–4 | 1–4  | 3–0 | 0–1  | 2–1 | 2–2 | 5–1 | —   | 2–4  | 3–0 | 0–2 | 1–0 | 0–4 | 1–2 | 5–0 | 2–2 | 1–1  |
| C. D. Pradejón                 | 0–0 | 3–3  | 4–0 | 3–0  | 3–0 | 2–1 | 4–1 | 4–1 | —    | 3–0 | 2–1 | 7–0 | 4–1 | 1–2 | 5–0 | 3–0 | 0–2  |
| C. D. Promesas E. D. F.        | 2–2 | 2–3  | 0–1 | 4–0  | 1–1 | 2–2 | 5–0 | 0–2 | 2–5  | —   | 0–2 | 5–2 | 1–1 | 1–1 | 2–1 | 2–2 | 2–2  |
| C. F. Rápid                    | 1–2 | 2–0  | 4–0 | 4–2  | 2–3 | 1–1 | 4–0 | 1–1 | 1–3  | 2–1 | —   | 4–1 | 1–1 | 1–2 | 1–1 | 1–0 | 0–0  |
| Real Bethlehem C. F.           | 1–4 | 0–6  | 1–6 | 2–0  | 0–2 | 0–3 | 5–1 | 0–4 | 0–8  | 0–3 | 0–6 | —   | 1–2 | 0–5 | 1–4 | 0–3 | 1–3  |
| C. D. San Marcial              | 4–3 | 5–1  | 3–1 | 5–0  | 1–1 | 3–2 | 9–0 | 2–0 | 1–2  | 6–0 | 3–1 | 3–0 | —   | 1–1 | 5–1 | 1–1 | 2–0  |
| S. D. Logroñés "B"             | 1–1 | 5–3  | 4–1 | 4–0  | 4–1 | 2–1 | 6–0 | 1–0 | 3–6  | 1–0 | 1–1 | 1–0 | 2–1 | —   | 3–3 | 3–1 | 2–2  |
| C. D. Sporting Cascajos        | 1–3 | 4–2  | 1–4 | 6–1  | 0–3 | 2–2 | 5–0 | 1–3 | 0–3  | 4–0 | 3–0 | 4–1 | 0–2 | 1–4 | —   | 1–4 | 1–3  |
| C. D. Varea "B"                | 2–2 | 1–3  | 3–1 | 5–0  | 0–0 | 2–1 | 7–0 | 2–2 | 0–2  | 0–1 | 1–2 | 4–1 | 0–1 | 1–1 | 4–0 | —   | 1–0  |
| C. D. Villegas                 | 4–0 | 3–0  | 6–0 | 4–0  | 1–1 | 4–1 | 8–0 | 2–1 | 1–2  | 1–0 | 4–1 | 5–1 | 2–0 | 1–3 | 3–1 | 5–0 | —    |

1. ↑  El partido entre el C. D. Sporting Cascajos y el C. F. Rápid celebrado el 23 de noviembre de 2024  finalizó con resultado de 0-1, pero el C. F. Rápid incurrió en alineación indebida, por lo que recibió una sanción federativa, dándole el partido por perdido por 0-3.

## Datos y estadísticas

### Máximos goleadores
| Pos. | Jugador                    | Equipo             | Goles | Part. | Prom. |
| ---- | -------------------------- | ------------------ | ----- | ----- | ----- |
| 1    | Carlos Antonio Santos      | C. D. Cenicero     | 30    | 26    | 1.15  |
| 2    | Iker Guijarro Ezquerro     | C. D. Pradejón     | 29    | 30    | 0.97  |
| 3    | David Sánchez García       | C. D. Varea "B"    | 26    | 30    | 0.87  |
| 4    | Alejandro Reinaldo Milagro | C. D. San Marcial  | 25    | 28    | 0.89  |
| =    | Iván Hernando García       | S. D. Logroñés "B" | 24    | 29    | 0.83  |

Fuente: Federación Riojana de Fútbol.

### Récords
| Récords de equipos       | Récords de equipos | Récords de equipos                                   | Récords de equipos             | Récords de equipos           | Récords de equipos | Récords de equipos           | Récords de equipos             | Récords de equipos |
| Récord                   | Fecha              | Equipo/s                                             | Local                          |                              | Resultado          |                              | Visitante                      | Rep.               |
| ------------------------ | ------------------ | ---------------------------------------------------- | ------------------------------ | ---------------------------- | ------------------ | ---------------------------- | ------------------------------ | ------------------ |
| Más goles en un partido  | 22/03/2025         | C. D. Internacional de Logroño y C. D. Pradejón (15) | C. D. Internacional de Logroño | Bandera de La Rioja (España) | 1 – 14             | Bandera de La Rioja (España) | C. D. Pradejón                 | Jornada 25         |
| Mayor victoria local     | 26/01/2025         | Cenicero (+9)                                        | C. D. Cenicero                 | Bandera de La Rioja (España) | 9 – 0              | Bandera de La Rioja (España) | C. D. Internacional de Logroño | Jornada 17         |
| Mayor victoria local     | 12-04-2025         | C. D. San Marcial (+9)                               | C. D. San Marcial              | Bandera de La Rioja (España) | 9 – 0              | Bandera de La Rioja (España) | C. D. Internacional de Logroño | Jornada 28         |
| Mayor victoria visitante | 22/03/2025         | C. D. Pradejón (+13)                                 | C. D. Internacional de Logroño | Bandera de La Rioja (España) | 1 – 14             | Bandera de La Rioja (España) | C. D. Pradejón                 | Jornada 25         |

Fuente: Federación Riojana de Fútbol.

## Resumen de la temporada

### Equipos ascendidos aTercera Federación
| Bandera de La Rioja (España) | Bandera de La Rioja (España) | Bandera de La Rioja (España) |
| C. D. Pradejón               | C. D. San Marcial            | C. D. Villegas               |
| ---------------------------- | ---------------------------- | ---------------------------- |

### Clasificado para la ronda previa de laCopa del Rey
| Bandera de La Rioja (España) |
| C. C. D. Alberite            |
| ---------------------------- |